# Яблоки в тесте

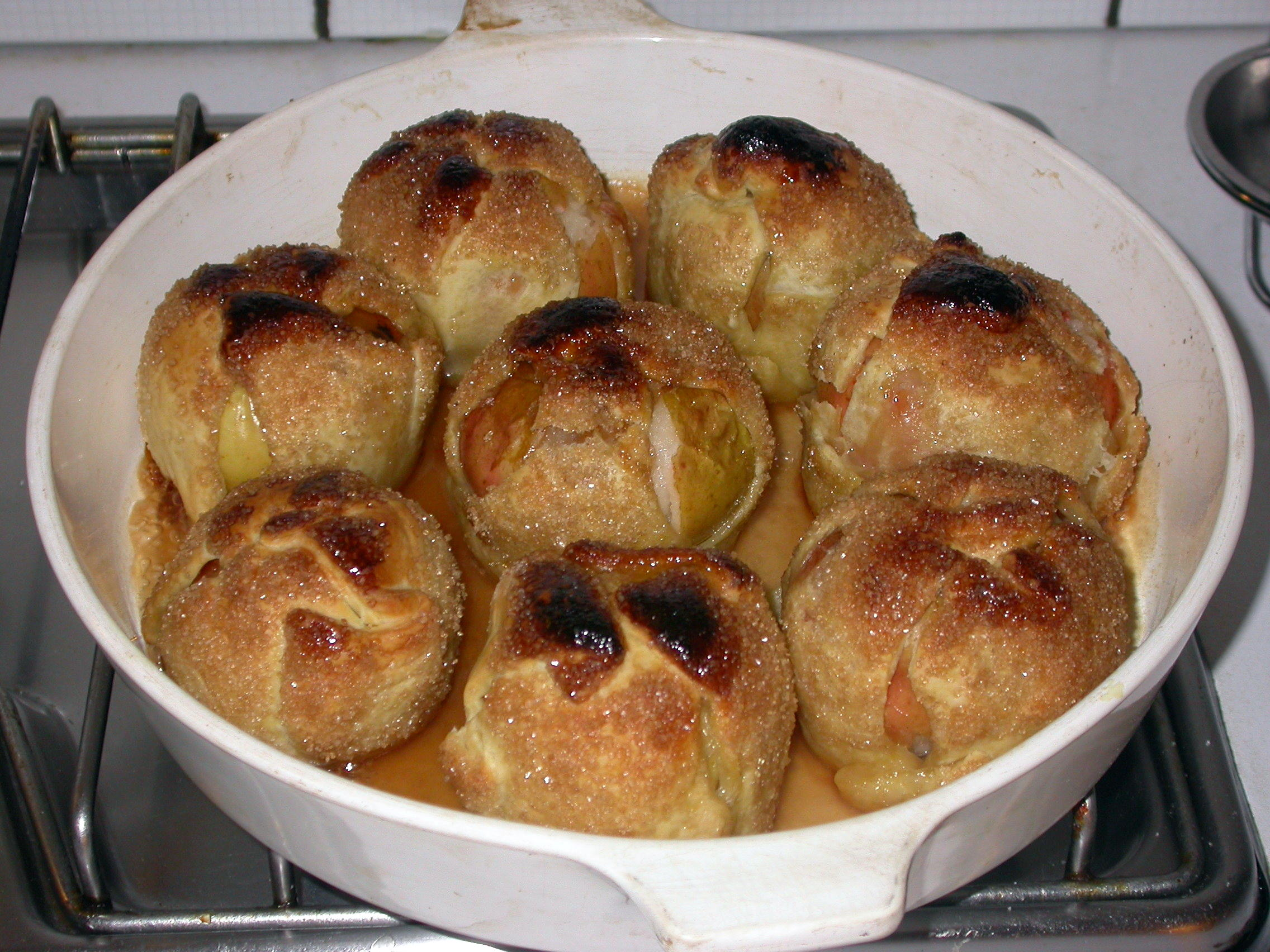
Яблоки в тесте

Яблоки в тесте (нем. Apfel im Schlafrock — букв. «яблоко в шлафроке», фр. Pomme en robe de chambre или фр. Pomme en chemise) — традиционное для европейской кухни сладкое блюдо, фаршированные и завернутые в слоёное или песочное тесто печёные яблоки. Популярный десерт в Рейнланд-Пфальце.
Для приготовления яблок в тесте выбирают яблоки кисловатых сортов, как боскоп или бребурн, их очищают от кожуры и семенной камеры. Сырые или предварительно отваренные в подслащенной воде яблоки в зависимости от рецепта начиняют смесью из изюма, сливочного масла и сахара или рубленых орехов с конфитюром, приправленной корицей, белым вином или ромом, а затем размещают на квадратных кусочках раскатанного слоёного или песочного теста. Кончики теста соединяют над яблоком и смазывают яичным желтком. Иногда вокруг яблок заворачивают спиралью длинные тестовые ленты. Яблоки в тесте запекают в духовом шкафу, незадолго до окончания процесса их посыпают сахарной пудрой, чтобы образовался тонкий слой глазури из карамелизированного сахара. Яблоки в тесте сервируют в горячем и холодном виде, обычно с ванильным соусом. По рецепту яблок в тесте можно приготовить также персики или абрикосы. Традиционный немецкий десерт из жаренных во фритюре яблочных колечек в тесте называется апфелькюхле.